# Фенхель
Фе́нхель (лат. Foenīculum) — небольшой род травянистых дву- и многолетних растений семейства Зонтичные (Apiaceae).

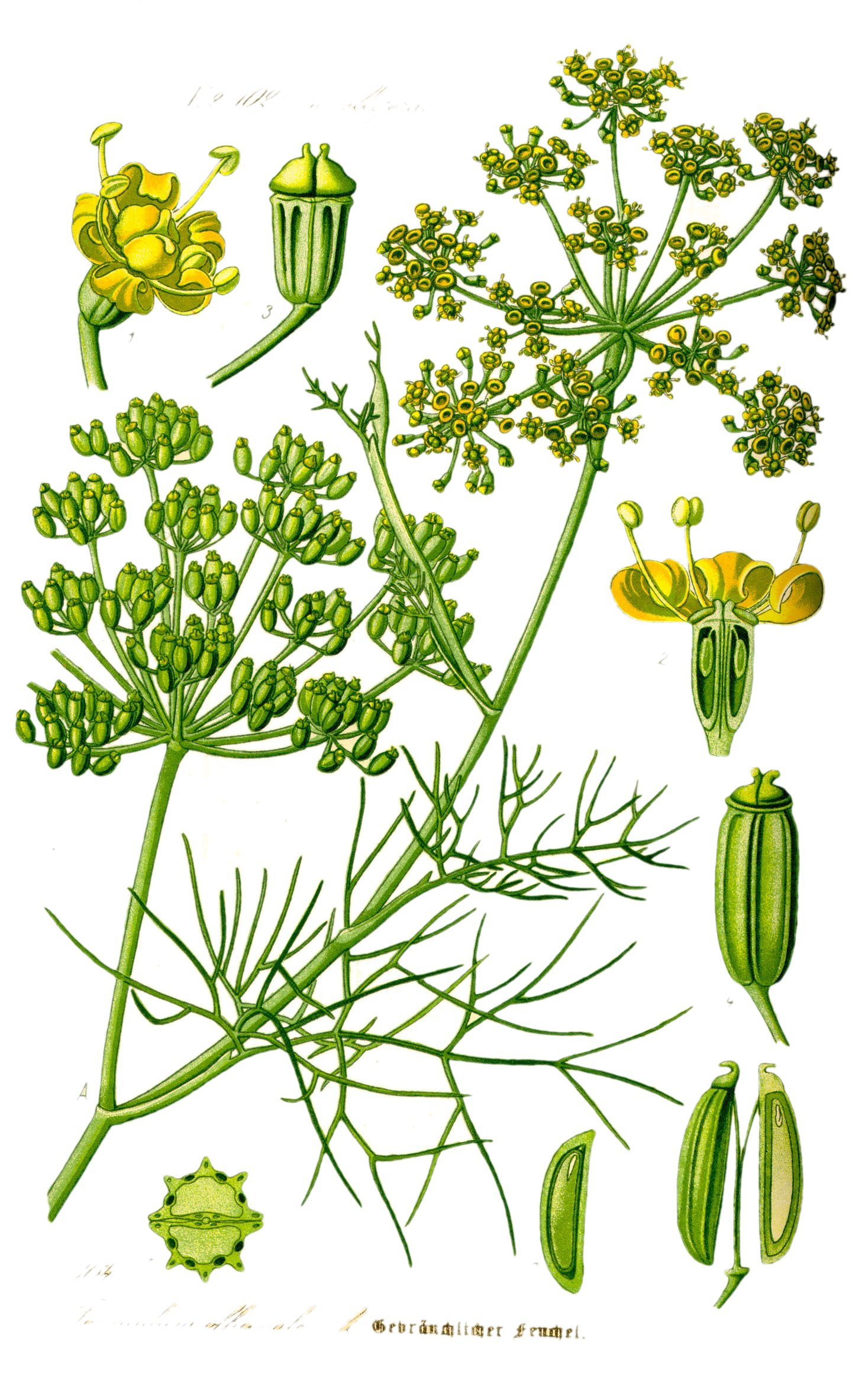
Фенхель обыкновенный.

## Ботаническое описание
Стебель прямостоячий, ветвистый, высотой до 2 м.
Корень стержневой, толстый, веретенообразный.
Листья трижды- или четырежды перисто-рассечённые.
Чашечка с незаметными зубцами, лепестки жёлтые, широкояйцевидные, на верхушке широко выемчатые и здесь с долькой, завороченной внутрь.
Плод яйцевидно-продолговатый, округлый в поперечнике, полуплодики с 5 хорошо выраженными тупыми рёбрами, краевые — несколько сильнее вытянуты и образуют узкую крыловидную окраину, масса 1000 плодиков 5—6 г.

## Применение
Культивируется с древнейших времён как пищевое и лекарственное растение.
Эфирномасличное (в семенах до 6,5% эфирного масла, содержащего 40-60% анетола), пряно-ароматическое растение. По запаху напоминает анис и эстрагон.
Эфирное масло фенхеля применяют в медицине, парфюмерно-косметической, мыловаренной промышленности, ветеринарии; плоды и эфирное масло используют для приготовления препаратов, применяемых при метеоризме, при коликах у детей (Плантекс). На основе фенхеля получают такое традиционное лекарственное средство, как укропная вода, различных травяных чаев и сборов. Плоды и эфирное масло фенхеля стимулируют пищеварение, усиливают секрецию желудочного сока и улучшают перистальтику кишечника, за счет этого пища быстрее расщепляется и всасывается.
Жмых (содержит до 20% белка) скармливают скоту.
По данным APILAM, содержащееся в фенхелевом масле эфир анетол нейротоксичен и может вызвать припадки, он проникает в грудное молоко в небольших количествах. Сведения о том, что фенхель якобы увеличивает количество грудного молока, следует считать ошибкой.
Семена используют для приготовления абсента по оригинальному рецепту.

## Токсичность
В тестах ДНК сенной палочки масло фенхеля проявило себя как генотоксин.
Эстрагол, присутствующий в эфирном масле, вызвал опухоли у животных.
Исследования на животных продемонстрировали токсические эффекты эфирного масла фенхеля на клетках плода. Однако никаких доказательств тератогенности обнаружено не было.
Величина ЛД50 для животных составляет 1326 мг/кг. Патологической токсичности в органах мертвых животных не наблюдалось, что указывает на то, что смерть может быть вызвана дисбалансом метаболитов или токсическим воздействием на нервную систему.
В экспериментах над мышами метанольный экстракт семян фенхеля в дозах 100 мг/кг не приводил к смерти. Однако дозы до 500 мг/кг проявили себя в более выраженных побочных эффектах, включая потерю аппетита и пилоэрекцию; более высокая смертность была отмечена у 1000 мг.

## Виды

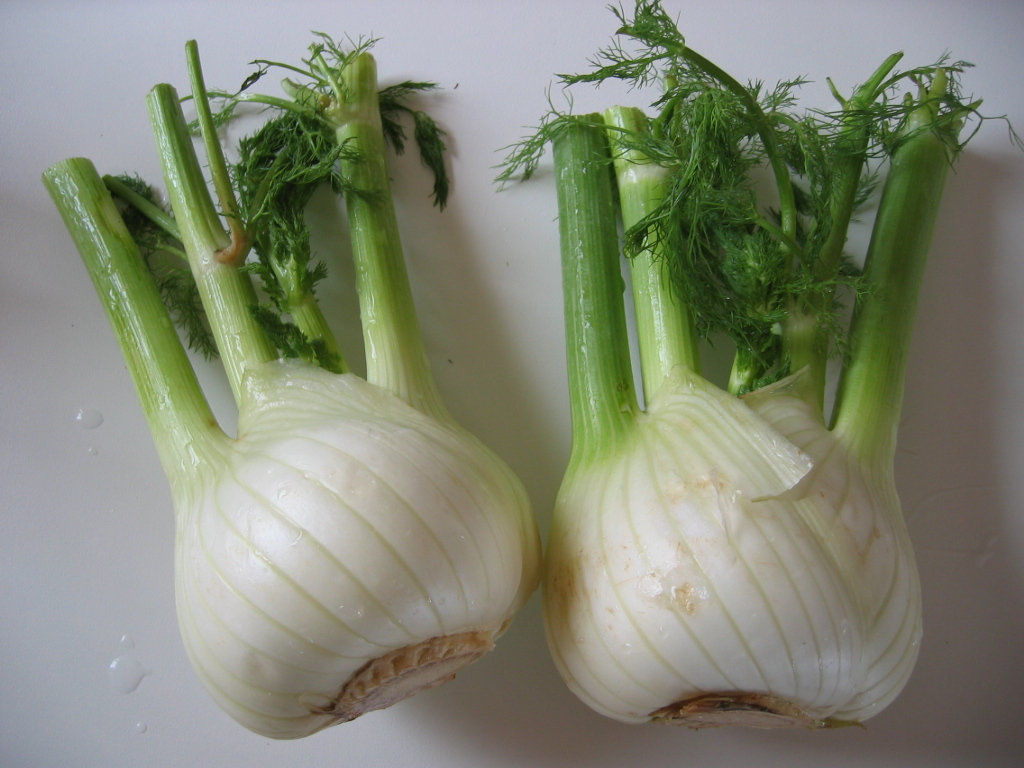

По информации базы данных The Plant List, род включает 3 вида:
- Foeniculum scoparium Quézel
- Foeniculum subinodorum Maire, Weiller & Wilczek
- Foeniculum vulgare Mill. — Фенхель обыкновенный, или Укроп аптечный